# Katharine von Oheimb
Katharina « Kathinka » Kardorff-Oheimb, née van Endert le 2 janvier 1879 à Neuss (Province de Rhénanie) et morte le 22 mars 1962 à Düsseldorf (RFA), est une salonnière et femme politique allemande, membre du Parti populaire allemand (DVP).

## Biographie

### Origines et vie privée
Elle est la fille du fabricant de meubles et de soie Rudolf van Endert. Après la mort de celui-ci en 1881, elle est élevée par sa mère Élisabeth. Les frères de Catherine - Josef et Rudolf - deviennent hommes d'affaires.
Elle se marie quatre fois. À 19 ans, elle épouse l'industriel Felix Daelen, fondateur de Glyco-Metallwerke. Ils ont ensemble trois enfants. Elle a un quatrième enfant, Paul-Félix, né du temps de son premier mariage mais conçu avec l'homme qui deviendra son deuxième mari. Paul-Félix devint plus tard directeur de l'usine Glyco. Le couple divorce en 1905, après que Katharina eut quitté sa famille. Son second mari, Ernst Albert, est le fils de l'industriel Heinrich Albert. En plus de Paul-Félix, ils ont une fille, Élisabeth, qui se mariera avec le chef d'orchestre Wilhelm Furtwängler, faisant de Katharina von Oheimb la grand-mère de l'actrice Kathrin Ackermann et l'arrière-grand-mère de l'actrice Maria Furtwängler. Ernst Albert meurt en 1911, après un accident d'alpinisme au Tyrol. Katharina prend en charge la direction de son usine de céramique et se remarie avec le meilleur ami d'Ernst Albert, et propriétaire d'un manoir, Hans Joachim von Oheimb. Ils divorcent en 1921. En 1927, elle épouse l'homme politique Siegfried von Kardoff, avec qui elle avait siégé au Reichstag.

### Carrière et figure publique
Pendant la première législature de la République de Weimar, Katharina von Oheimb fait partie de la trentaine de femmes députées. Bien qu'elle fût membre du DVP, elle exprimait des idées d'inspiration socialiste. Jusqu'en 1931, elle est secrétaire du Comité pro-palestinien.
Durant l'entre-deux-guerres, elle tient un salon politique à Berlin et accueille de nombreuses personnalités influentes, banquiers, industriels, ministres, artistes ou encore militaires (entre 1919 et 1926 chez elle sur le Kurfürstendamm puis dans son nouvel appartement au 32 rue Matthäikirch. Son activité politique et sociale prend plusieurs formes : elle aide des orphelins et avec son amie la féministe Minna von Caurer fonde la Bund for Mutterschutz (Ligue pour la protection de la maternité), en collaboration avec la sexologue Helene Stöcker. En 1922, elle initie des cours destinés aux femmes afin de les éduquer à leur nouveau droit de vote. Des orateurs y sont invités, comme Gustav Stresemann et Clara Mende. Figure publique à la vie privée turbulente, elle est caricaturée dans le poème An Frau von Oheimb de Kurt Tucholsky, en 1930.

## Sources
- (en) Cet article est partiellement ou en totalité issu de l’article de Wikipédia en anglais intitulé « Katharine von Oheimb » (voir la liste des auteurs).